# Prostitute Disfigurement
Prostitute Disfigurement är ett nederländskt brutal death metal-band, bildat 2000 av sångaren Niels Adams, gitarristen Niels van Wijk och basisten Patrick Oosterveen. Året därpå utkom gruppens debutalbum – Embalmed Madness. Låttexterna handlar bland annat om mord, misogyni, sexuella perversioner och våldtäkt.

## Nuvarande medlemmar
- Niels Adams – sång
- Bob Sneijers – gitarr
- Alexander Przepiorka – gitarr
- Patrick Osterveen – basgitarr
- Dennis Thiele – trummor

## Diskografi
Studioalbum
- Embalmed Madness (2001)
- Deeds of Derangement (2003)
- Left in Grisly Fashion (2005)
- Descendants of Depravity (2008)
- From Crotch to Crown (2014)
- Prostitute Disfigurement (2019)